# Зозулинці (Чортківський район)
Зозу́линці — село в Україні, у Заліщицькій міській громаді Чортківського району Тернопільської області.
 
Розташоване на лівому березі річки Дністер, на півдні району. До 2020 року адміністративний центр Зозулинської сільської ради, якій було підпорядковане село Виноградне.
Населення — 1180 осіб (2003).

## Історія
Поблизу Зозулинець виявлено археологічні пам'ятки пізнього палеоліту, трипільської, Гава-Голігради, черняхівської та давньоруської культур. Трипільське поселення поблизу Зозулинців виявлено у 30-х роках ХХ століття. Давньоруське поселення розміщене над Дністром. Під час будівництва школи у 90-х роках було виявлено багато археологічних знахідок, які датуються 25 тисячними, 7 тисячними роками до нашої ери, і зараз знаходяться у відомих музеях Тернопільщини та Києва.
Перша писемна згадка — 1532.
У 1784 році води Дністра принесли в село церкву Успіння Пресвятої Богородиці (вона згоріла 30 травня 1941 року)
Діяли українські товариства «Просвіта», «Луг», кооператива.
Від 10 квітня до серпня 1940 у зв'язку з тим, що тут пролягав кордон, населення села було евакуйоване у північні райони області.
Внаслідок пожежі 30 травня 1941 згоріли 48 господарств, у вересні того ж року село частково підтопили води Дністра.
У квітні 2015 громада храму Успіння Пресвятої Богородиці ухвалила рішення про перехід від УАПЦ до УПЦ Київського Патріархату..
12 червня 2020 року, відповідно до розпорядження Кабінету Міністрів України № 724-р «Про визначення адміністративних центрів та затвердження територій територіальних громад Тернопільської області» увійшло до складу Заліщицької міської громади.
19 липня 2020 року, в результаті адміністративно-територіальної реформи та ліквідації Заліщицького району, увійшло до складу новоутвореного Чортківського району.

## Релігія
- дві церкви Успіння Пресвятої Богородиці (1910, кам'яна, ПЦУ; 2008, кам'яна; УГКЦ),
- капличка Матері Божої (1889, реставрована 1992),
- римсько-католицька каплиця (1892).

## Пам'ятки
У селі є ботанічні пам'ятки природи місцевого значення: Стінка «Городок-Костільники», Зозулинська степова ділянка №1 та Зозулинська степова ділянка №2.

## Пам'ятники
Споруджено пам'ятник полеглим у німецько-радянській війні воїнам-односельцям (1966), насипано символічну могилу УСС (1992), встановлено пам'ятний хрест на честь незалежності України (1993).
Зберігся хрест, поставлений від чуми (1636).

## Соціальна сфера
Діють загальноосвітня школа І–ІІІ ступенів, Будинок культури, бібліотека, ТОВ «Зозулинське».

## Відомі люди
- У Зозулинцях працювала поетка і громадська діячка Ганна Костів-Гуска, археолог Юрій Малєєв
- Народився архієрей Української православної церкви (Московського патріархату), архієпископ Яготинський, вікарій Київської єпархії Серафим (Дем'янів).
- Шипітко Ігор Анатолійович (2001—2023) — солдат Збройних сил України, учасник російсько-української війни.

## Галерея

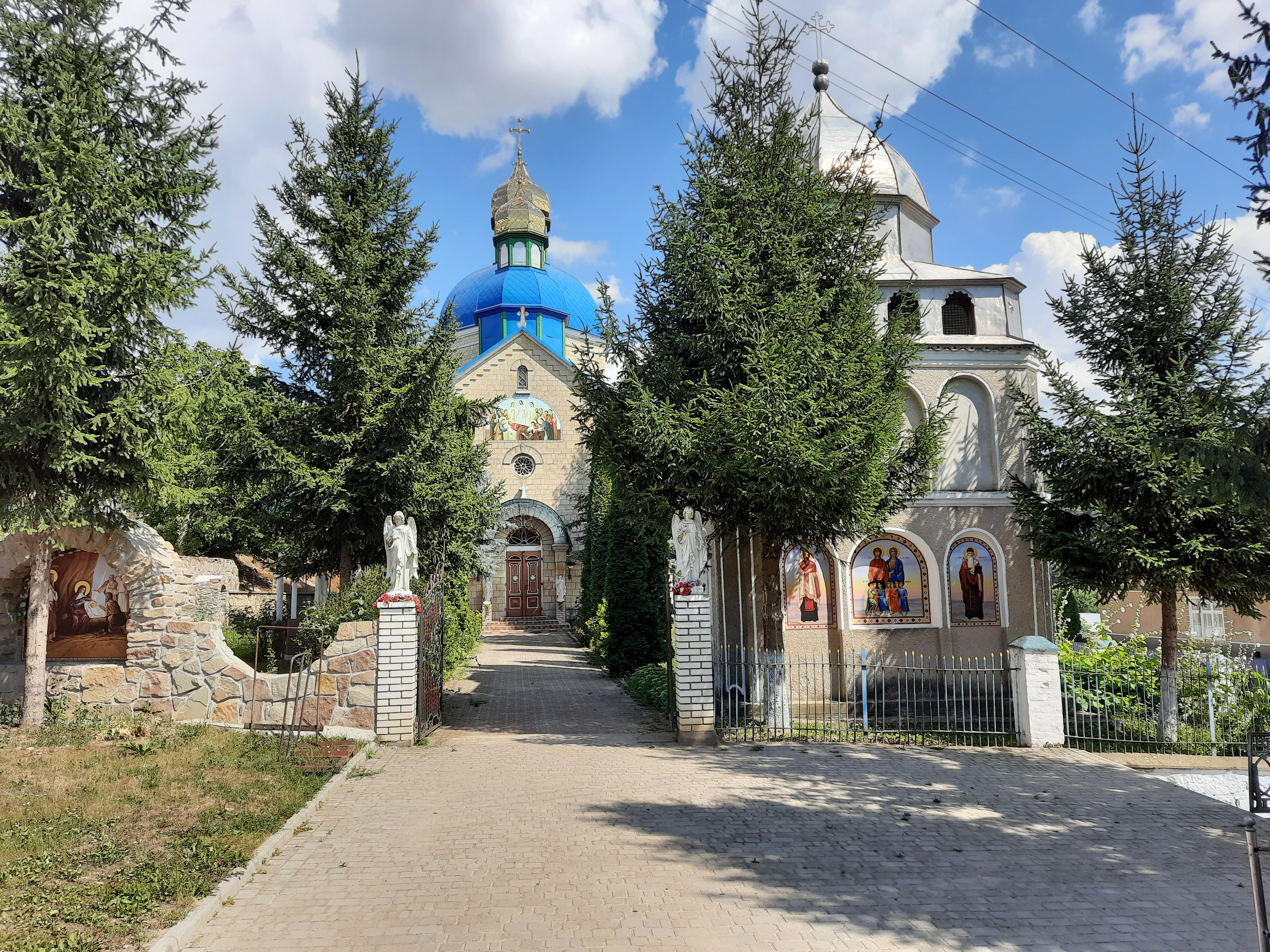
Церква Успіння Пресвятої Богородиці
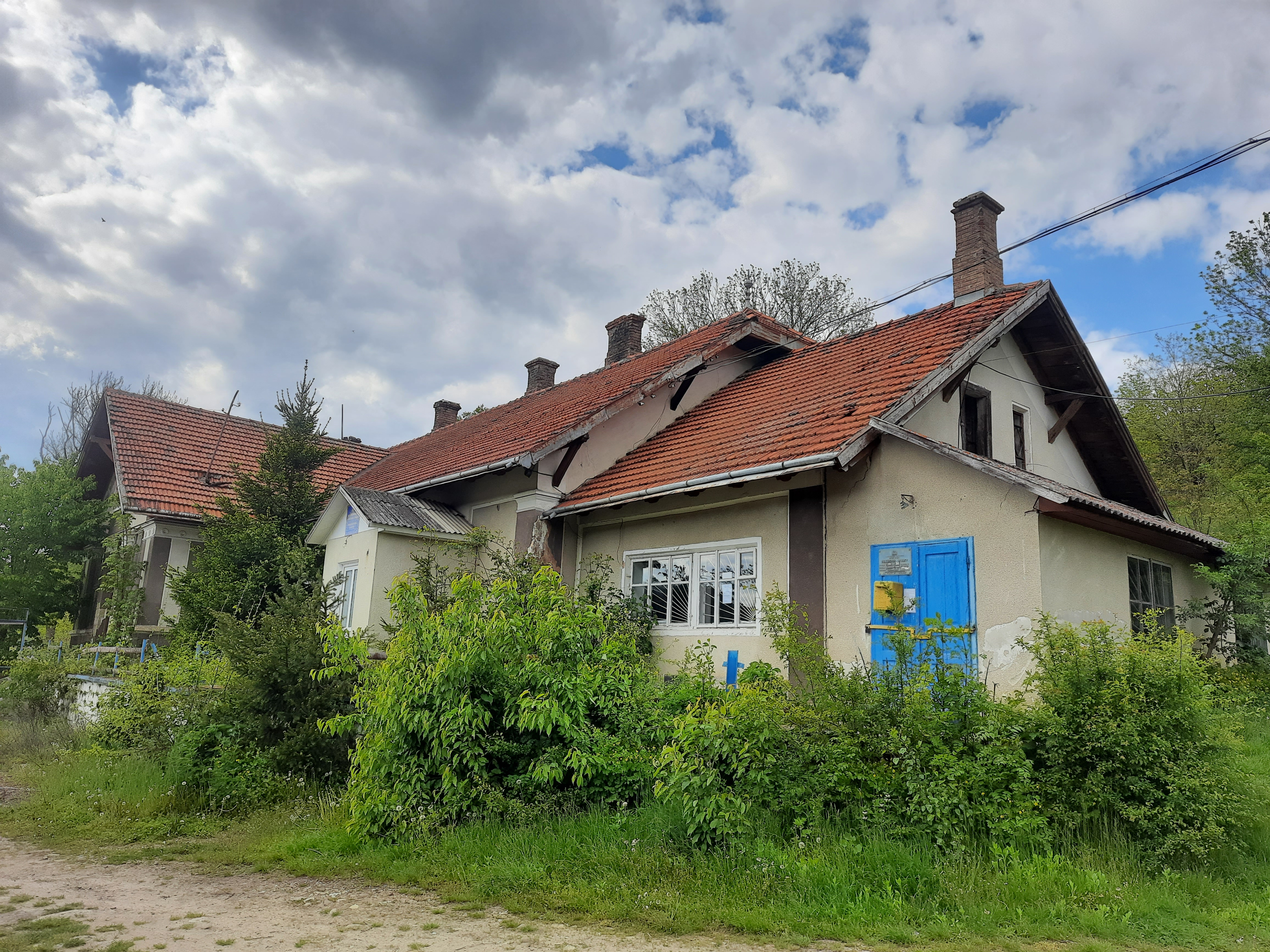
Панська садиба поч. XX ст.
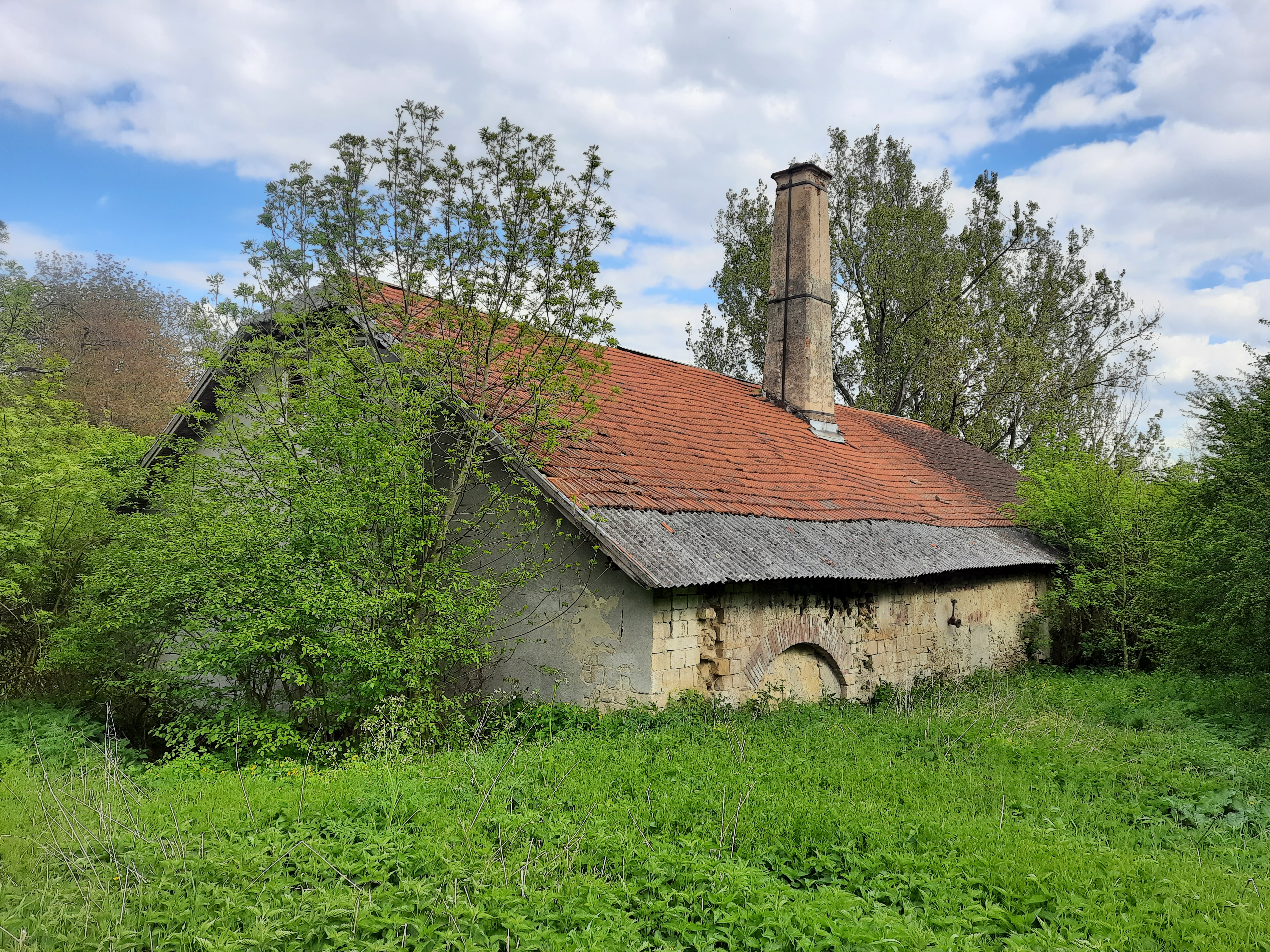
Винокурня поч. XX ст.
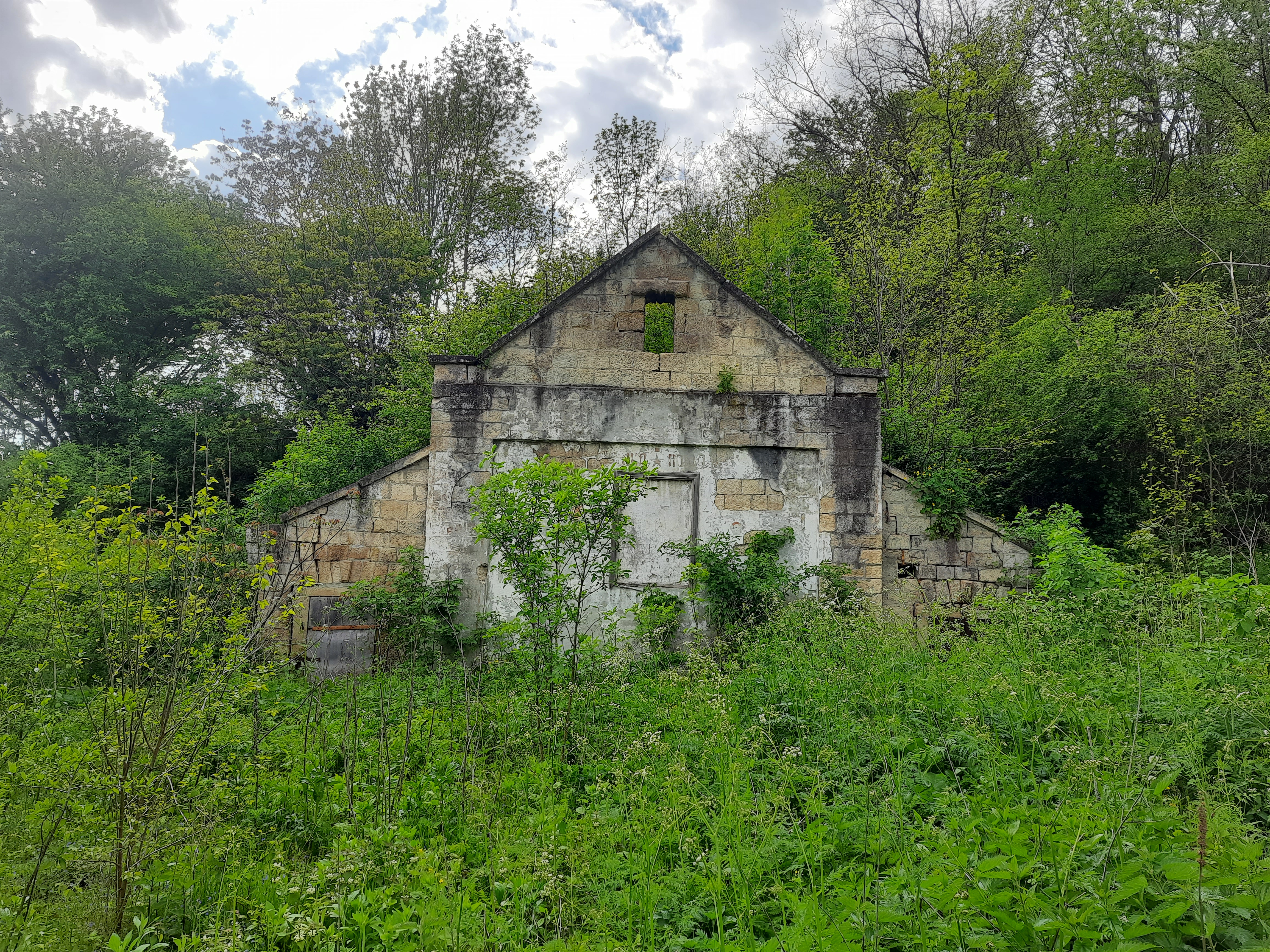
Винний льох поч. XX ст.
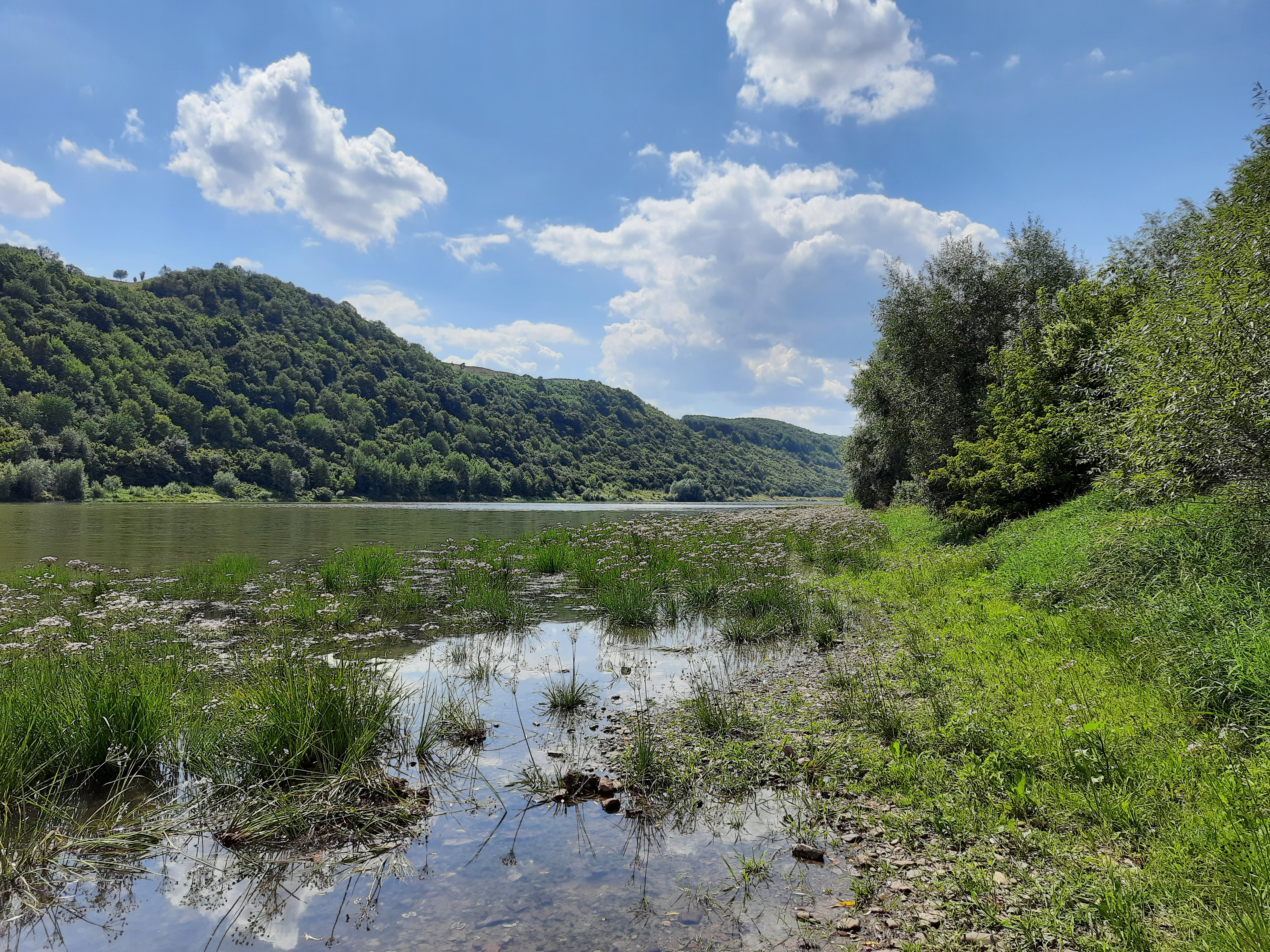
Річка Дністер біля села